# Фортеця Скоп'є

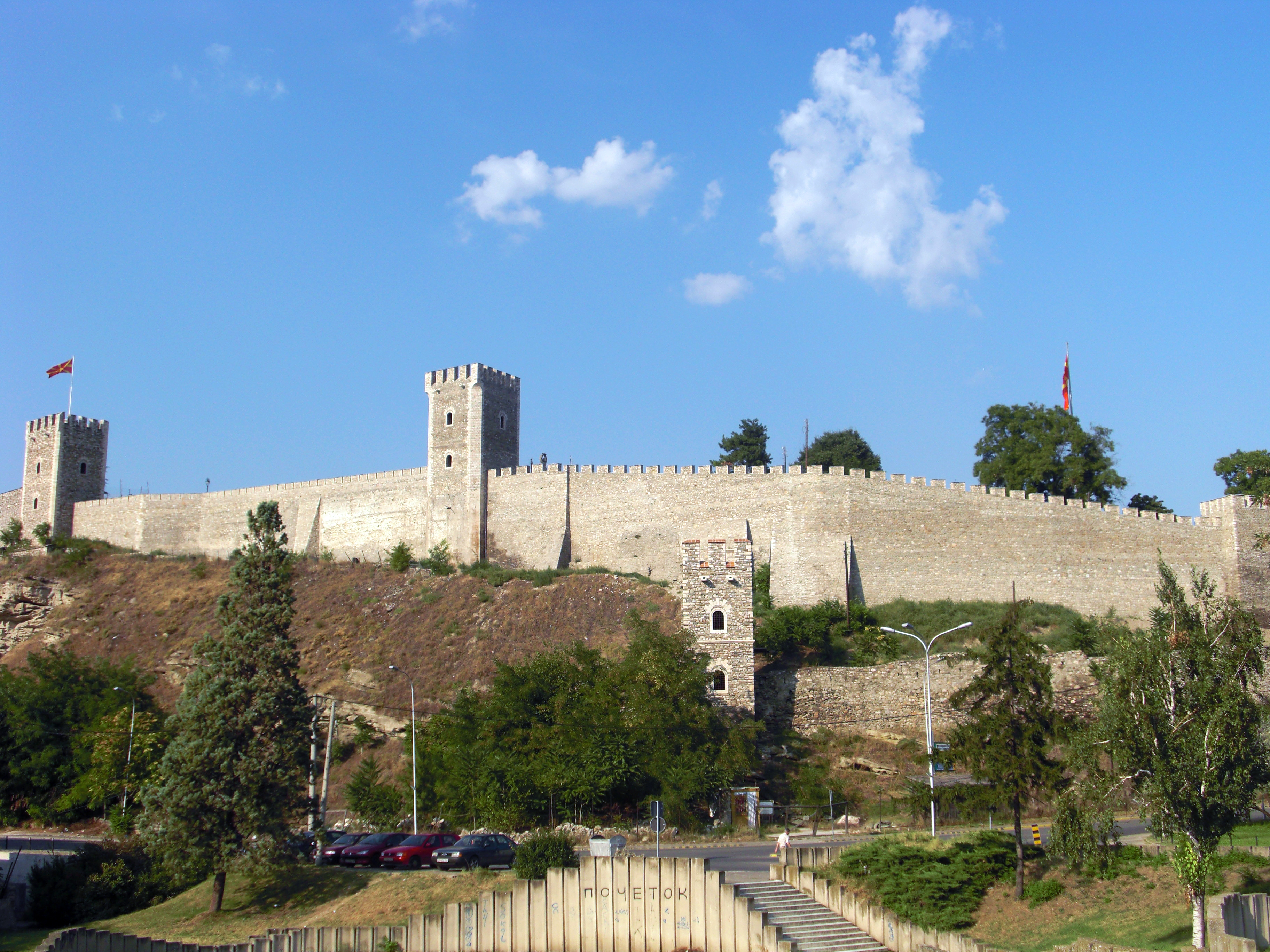
Вид на фортечні укріплення

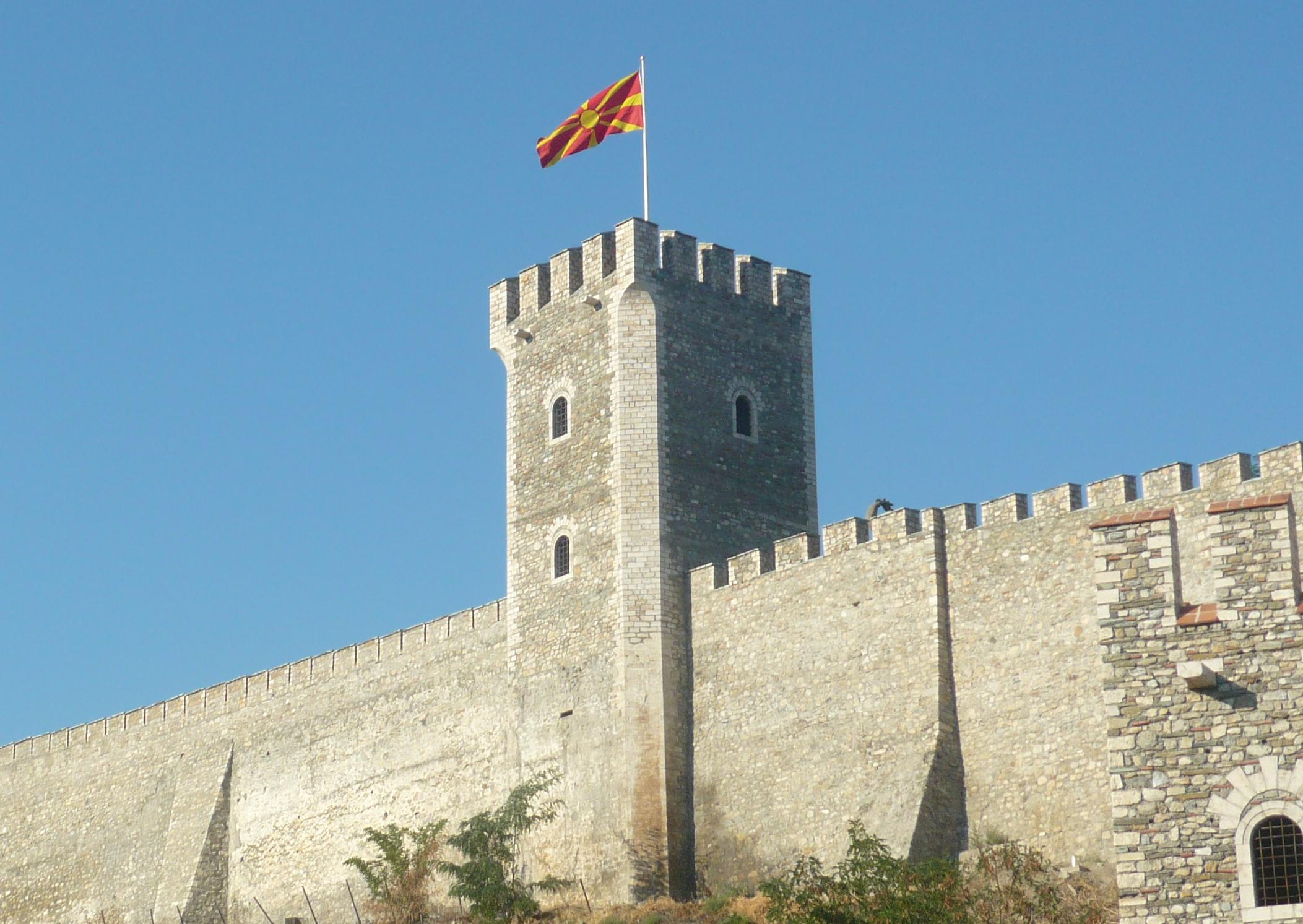
Одна з башт фортеці

42°00′12″ пн. ш. 21°25′58″ сх. д. / 42.003435° пн. ш. 21.432781° сх. д.
 Фортеця Скоп'є (мак. Скопско Кале, від тур. Kale — фортеця) — комплекс оборонних споруд та археологічний пам'ятник, розташований в центрі міста Скоп'є (Північна Македонія), на височині в долині Вардара.
Найдавніше поселення на території фортеці належить до IV тисячоліття до н. е.. З цього часу (з невеликими перервами) територія сучасної фортеці була заселена. В античну епоху пагорб Кале не був заселений, але на його території виявлені жертовна яма і монета Олександра Великого. Існують припущення про початок будівництва великих укріплень в Кале в період правління Юстиніана, проте достеменно відомо лише, що Кале перетворюється на центр Скоп'є на рубежі X-XI століть в період правління болгарського царя Самуїла. При ньому місто було оточене мурами, побудованими за передовими технологіями . Наприкінці XI століття місто кілька років утримували нормани, на підтвердження чого на розкопках Кале був виявлений специфічний лук вікінгів . Під владою Візантії Кале став центром ремесел балканського значення . Наприкінці XIII століття місто перейшло під контроль Сербії і стало одним з її центрів, а у 1346 році сербський король Стефан Душан коронувався царем сербів і греків, що зробило Кале стратегічно важливим пунктом . У цей період на території Кале розташовувалося чотири церкви, а територія височини була щільно забудована . У період сербського правління укріплення Кале добудовувалися . Після взяття Скоп'є турками в 1391 році фортеця стала використовуватися як казарми. Поки Скоп'є було прикордонною фортецею, фортифікаційні споруди були посилені, південна брама відбудовані наново, а також були прибудовані додаткові вежі . Зберігся звіт австрійського генерала Енеа Сільвіо Пікколоміні, що взяв Скоп'є в 1689 році, в якому фортеця описується що має 12 напівпокинутих веж і в цілому напівзруйнована і слабозахищена . 1700 року османський уряд почав зведення нового муру з вежами і супутньою інфраструктурою, і фортеця знову стає важливим військовим об'єктом . У 1917—1918 роках в Кале розташовувався австро-угорський штаб, пізніше тут були побудовані штаб, бараки і склади королівської югославської армії . Руйнівний землетрус 1963 року серйозно пошкодив фортечні споруди, після чого почалися централізовані роботи з відбудови фортеці.
У лютому 2011 року група македонських албанців, що заперечували проти будівництва музею у вигляді церкви на території фортеці, зруйнувала його будівництво, що призвело до міжетнічних сутичок.